# أنجلو غابرييلي
أنجلو غابرييلي (بالإسبانية: Ángelo Gabrielli)‏ هو لاعب كرة قدم أوروغواياني في مركز الدفاع، ولد في 23 سبتمبر 1992 في Colonia 18 de Julio ‏ في الأوروغواي. لعب مع سنترو أتلتيكو فينكس ‏.

## وصلات خارجية
- أنجلو غابرييلي على موقع قاعدة بيانات كرة القدم.إي يو (الإنجليزية)
- أنجلو غابرييلي على موقع Soccerway.com (الإنجليزية)